# Deutsche Schlager-Festspiele 1961
Die ersten Deutschen Schlager-Festspiele fanden am 4. Juni 1961 im Kurhaus in Baden-Baden statt. Veranstalter war der Verein „Deutsche Schlager-Festspiele e. V.“, der Ende des Jahres 1960 gegründet worden war. Als Vorläufer bzw. Motor für diese Veranstaltung gelten die von Radio Luxemburg veranstalteten Deutschen Schlager-Festivals, die bereits 1959 und 1960 und letztmals dann im Herbst 1961 in Wiesbaden stattfanden. Der Südwestfunk (SWF) hatte bereits 1960 versucht, von Radio Luxemburg unabhängige Schlager-Festspiele auf den Weg zu bringen, doch musste die für 1960 geplante Veranstaltung kurzfristig abgesagt werden. Erst nach Gründung des neuen Vereins konnte ein Träger für die Veranstaltung 1961 gefunden werden.
Für den Wettbewerb wurden bis 16. Januar 1961 713 Titel eingereicht. Eine Jury wählte dann 24 Titel aus, die bei vier Fernseh-Vorentscheidungen dem Publikum vorgestellt wurden. Diese Sendungen waren am 21. April (Bayerischer Rundfunk), 28. April (Süddeutscher Rundfunk), 5. Mai (Norddeutscher Rundfunk) und 12. Mai (Sender Freies Berlin). Übrig blieben 8 Titel, die bei der Endausscheidung am 4. Juni in Baden-Baden gegeneinander antraten. Der Sieger wurde durch 8 Jurys aus den Funkhäusern der ARD-Anstalten und vom Saalpublikum ermittelt. Alle Titel tauchten später kaum in den Hitparaden auf. Daher überlegte man, wie man die Veranstaltung verbessern könnte und kam zu dem Ergebnis, im Folgejahr die Veranstaltung mit der Vorentscheidung zum Grand Prix Eurovision zu verschmelzen.

## Die Teilnehmer 1961
| Platz | Titel                                     | Interpret              |
| ----- | ----------------------------------------- | ---------------------- |
| 1.    | Bailando a dos (instr.)                   | Orchester Alfred Hause |
| 2.    | Texas-Jimmy                               | Die Missouris          |
| 3.    | Ein kleiner gold’ner Ring                 | Lys Assia              |
| 4.    | Du bist so lieb, wenn du lächelst, Cherie | Nora Nova              |
| 5.    | Das Glück kommt unverhofft                | Inge Brück             |
| 6.    | Südsee-Ballade                            | Medium-Terzett         |
| 7.    | In Paraguay                               | Tony Sandler           |
| 8.    | Die „Ohne-Dich-Polka“                     | Hans-Arno Simon        |

Die Titel wurden teilweise von mehreren Interpreten auf Schallplatte aufgenommen.